# Rośliny światłolubne

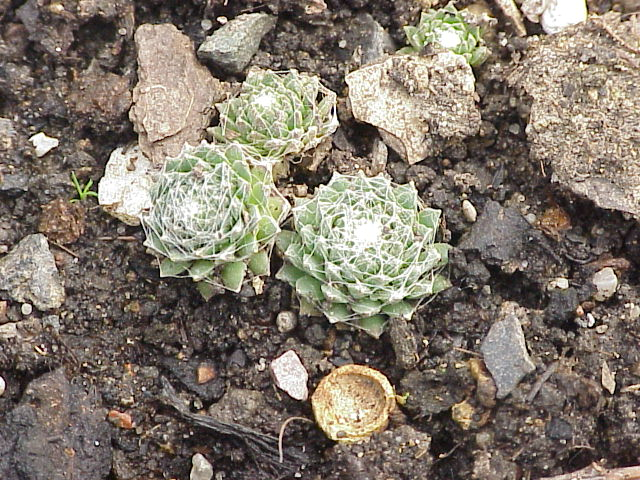
Rojniki to typowe heliofity

Rośliny światłolubne, heliofity (mniej prawidłowo zwane też heliofilami), rośliny światłożądne – rośliny wymagające do swojego rozwoju dużej ilości światła. Rośliny te mogą się prawidłowo rozwijać tylko w środowisku o pełnym nasłonecznieniu. W zacienionych miejscach rozwijają się słabo, lub giną. 
Rośliny światłolubne mają specjalne przystosowania. Ich liście mają grubą skórkę, często dodatkowo pokrytą woskowym nalotem. Zazwyczaj posiadają bogate nerwację i dużą ilość aparatów szparkowych, co zwiększa skuteczność transpiracji zapobiegającej przegrzaniu liści. Niektóre gatunki mają liście błyszczące, wskutek czego odbijają część światła, zapobiegając w ten sposób przegrzewaniu się liści i zmniejszając transpirację. Charakterystyczną cechą roślin światłolubnych jest także duża intensywność oddychania. W liściach miękisz palisadowy jest dobrze rozwinięty, często wielowarstwowy. 
Do wytworzenia takiej samej ilości asymilatów, jak rośliny cieniolubne potrzebują nieraz kilkakrotnie więcej światła. Heliofitami wśród polskich drzew są np. modrzew (Larix sp.) i brzoza (Betula sp.), wśród roślin uprawnych kukurydza (Zea mays), soja zwyczajna (Soja max). Heliofitami są rośliny pustyń i rośliny wysokogórskie, gdyż rośliny te z reguły rosną w pełnym słońcu, w środowisku niezacienionym przez drzewa i krzewy. Wiele jest roślin światłolubnych wśród roślin ozdobnych. Należą do nich np. różne odmiany róży (Rosa sp). Dużej ilości światła wymagają odmiany roślin ozdobnych o liściach wybarwionych na różne odcienie koloru żółtego i czerwonego. W roślinach tych zielony barwnik chlorofil, niezbędny do fotosyntezy, przytłumiony jest przez inne barwniki, jak np. u trójskrzynu pstrego (Cordiaeum variegatum), zwanego krotonem.